# Korfu (regionální jednotka)
Korfu (řecky: Περιφερειακή ενότητα Κέρκυρας) je jednou z 5 regionálních jednotek kraje Jónské ostrovy v Řecku. Zahrnuje území obydlených ostrovů Korfu, Ereikoussa, Mathraki, Othonoi a Paxos a menších okolních neobydlených ostrovů. Hlavním městem je Korfu. Břehy omývá Jónské moře.

## Administrativní dělení
Regionální jednotka Korfu se od roku 2019 člení 4 obce:

Administrativní dělení před rokem 2019

| číslo na mapce | Obec                               | řecky                                         | rozloha (km²) | počet obyvatel | hustota zalidnění | sídlo obce |
| -------------- | ---------------------------------- | --------------------------------------------- | ------------- | -------------- | ----------------- | ---------- |
| 1              | Jižní Korfu                        | Δήμος Νότιας Κέρκυρας                         | 145,024       | 15 681         | 108,13            | Lefkímmi   |
| 1              | Severní Korfu                      | Δήμος Βόρειας Κέρκυρας                        | 205,325       | 17 832         | 86,85             | Acharávi   |
| 1              | Střední Korfu a Diapontské ostrovy | Δήμος Κεντρικής Κέρκυρας και Διαποντίων Νήσων | 259,504       | 68 558         | 264,19            | Korfu      |
| 2              | Paxos                              | Δήμος Παξών                                   | 30,104        | 2 300          | 76,40             | Gaios      |